# Caroline Smith
Caroline Smith (* 21. Juli 1906 in Cairo, Illinois; † 11. November 1994 in Las Vegas) war eine US-amerikanische Wasserspringerin. Sie nahm an Olympischen Spielen teil und gewann eine Goldmedaille.
Im Alter von 17/18 Jahren nahm Caroline Smith an den Olympischen Sommerspielen 1924 in Paris teil. Sie startete im Wettbewerb vom Sprungturm und konnte die Goldmedaille gewinnen. Caroline Smith setzte sich dabei vor ihrer Landsfrau Betty Becker und der Schwedin Hjördis Töpel durch. Es war die erste Goldmedaille für eine Amerikanerin im Turmspringen.